# ریچارد ون کدنهوو-کلرگی
ریچارد نیکلاس ایجیرو، کنت کدنهوو-کلرگی (به انگلیسی: Richard Nikolaus Eijiro, Count of Coudenhove-Kalergi) (۱۶ نوامبر ۱۸۹۴ – ۲۷ ژوئیه ۱۹۷۲) یک سیاستمدار، فیلسوف و کنت کدنهوو-کلرگی اتریشی-ژاپنی بود. او پیشگام تشکیل اتحادیه اروپا و مؤسس و رئیس اتحادیه پان اروپایی برای مدت ۴۹ سال بود که مقدمات ایدئولوژیک بنیاد اتحادیه اروپا را به وجود آورد.
پدر او، هینریچ ون کدنهوو-کلرگی یک دیپلمات اتریشی-مجارستانی و مادرش میتسکو اویاما دختر یک تاجر نفت، عتیقه فروش و ملاک عمده در توکیو بود. او دوران کودکی را در ژاپن با نام اویاما ایجیرو (به انگلیسی: Aoyama Eijiro) سپری کرد. در سال ۱۹۱۹ شهروند چکسلواکی شد و از سال ۱۹۳۹ تا زمان مرگ ملیت فرانسوی داشت.